# Orientierungslauf-Weltcup 2014
Der Orientierungslauf-Weltcup 2014 war die 20. Auflage der internationalen Wettkampfserie im Orientierungslauf. Die Gesamtsiege gingen an den Schweizer Daniel Hubmann und die Schwedin Tove Alexandersson.
Ausgetragen wurde er in fünf Runden mit insgesamt 14 Wettbewerben (vier Sprints, sechs Mitteldistanzrennen und vier Langdistanzrennen).

## Austragungsorte
| Runde | Wettkampf | Datum      | Austragungsort    | Wettbewerb    | Bemerkung             |
| ----- | --------- | ---------- | ----------------- | ------------- | --------------------- |
| 1     | 1         | 1. März    | Antalya           | Mitteldistanz |                       |
| 2     | 2         | 5. April   | Murcia            | Langdistanz   |                       |
| 2     | 3         | 6. April   | Murcia            | Mitteldistanz |                       |
| 2     | 4         | 13. April  | Palmela           | Sprint        | Europameisterschaften |
| 2     | 5         | 14. April  | Palmela           | Mitteldistanz | Europameisterschaften |
| 2     | 6         | 15. April  | Palmela           | Langdistanz   | Europameisterschaften |
| 3     | 7         | 7. Juni    | Kongsberg         | Mitteldistanz |                       |
| 3     | 8         | 8. Juni    | Kongsberg         | Langdistanz   |                       |
| 3     | 9         | 11. Juni   | Imatra            | Sprint        |                       |
| 4     | 10        | 5. Juli    | Trentino/Venetien | Sprint        | Weltmeisterschaften   |
| 4     | 11        | 9. Juli    | Trentino/Venetien | Langdistanz   | Weltmeisterschaften   |
| 4     | 12        | 11. Juli   | Trentino/Venetien | Mitteldistanz | Weltmeisterschaften   |
| 5     | 13        | 4. Oktober | Liestal           | Mitteldistanz | Weltcup-Finale        |
| 5     | 14        | 5. Oktober | Liestal           | Sprint        | Weltcup-Finale        |

## Herren
| Datum      | Ort       | Distanz | 1. Platz                                 | 2. Platz                                 | 3. Platz                                 | Anmerkungen                 |
| ---------- | --------- | ------- | ---------------------------------------- | ---------------------------------------- | ---------------------------------------- | --------------------------- |
| 1. März    | Antalya   | Mittel  | Daniel Hubmann                           | Matthias Kyburz                          | Gustav Bergman                           | 5,1 km                      |
| 5. April   | Murcia    | Lang    | Rennen wegen fehlender Posten annulliert | Rennen wegen fehlender Posten annulliert | Rennen wegen fehlender Posten annulliert | 16,0 km, 750 Hm, 31 P.      |
| 6. April   | Murcia    | Mittel  | Oleksandr Kratow                         | Daniel Hubmann                           | Timo Sild                                | 7,0 km, 245 Hm, 23 P.       |
| 13. April  | Palmela   | Sprint  | Jonas Leandersson                        | Jerker Lysell                            | Martin Hubmann                           | 2,8 km, 22 P.               |
| 14. April  | Palmela   | Mittel  | Daniel Hubmann                           | Fabian Hertner                           | Thierry Gueorgiou                        | 7,9 km, 180 Hm, 22 P.       |
| 15. April  | Palmela   | Lang    | Daniel Hubmann                           | Olav Lundanes                            | Fredrik Johansson                        | 20,3 km, 480 Hm, 30 P.      |
| 7. Juni    | Kongsberg | Mittel  | Olav Lundanes                            | Pasi Ikonen                              | Carl Godager Kaas Matthias Kyburz        | 5,91 km                     |
| 8. Juni    | Kongsberg | Lang    | Oleksandr Kratow                         | Hans Gunnar Omdal                        | Magne Dæhli                              | 13,98 km                    |
| 11. Juni   | Imatra    | Sprint  | Jonas Leandersson                        | Daniel Hubmann                           | Yannick Michiels                         | 3,4 km                      |
| 5. Juli    | Venedig   | Sprint  | Søren Bobach                             | Daniel Hubmann                           | Tue Lassen                               | 4,4 km, 20 Posten           |
| 9. Juli    | Trentino  | Lang    | Thierry Gueorgiou                        | Daniel Hubmann                           | Olav Lundanes                            | 16,36 km, 820 Hm, 33 Posten |
| 11. Juli   | Trentino  | Mittel  | Olav Lundanes                            | Fabian Hertner                           | Oleksandr Kratow                         | 5,86 km, 290 Hm, 19 Posten  |
| 4. Oktober | Liestal   | Mittel  | Daniel Hubmann                           | Florian Howald                           | Søren Bobach                             | 6,6 km, 210 Hm, 23 Posten   |
| 5. Oktober | Liestal   | Sprint  | Daniel Hubmann                           | Matthias Kyburz                          | Jerker Lysell                            | 4,3 km, 60 Hm, 21 Posten    |

## Damen
| Datum      | Ort       | Distanz | 1. Platz           | 2. Platz              | 3. Platz                                      | Anmerkungen                |
| ---------- | --------- | ------- | ------------------ | --------------------- | --------------------------------------------- | -------------------------- |
| 1. März    | Antalya   | Mittel  | Tove Alexandersson | Helena Jansson        | Judith Wyder                                  | 4,4 km                     |
| 5. April   | Murcia    | Lang    | Tove Alexandersson | Lena Eliasson         | Lilian Forsgren                               | 10,9 km, 445 Hm, 23 P.     |
| 6. April   | Murcia    | Mittel  | Lena Eliasson      | Anastassija Tichonowa | Helena Jansson                                | 5,0 km, 175 Hm, 17 P.      |
| 13. April  | Palmela   | Sprint  | Judith Wyder       | Nadija Wolynska       | Julia Gross                                   | 2,3 km, 19 P.              |
| 14. April  | Palmela   | Mittel  | Signe Søes         | Maja Alm              | Tove Alexandersson                            | 6,4 km, 140 Hm, 17 P.      |
| 15. April  | Palmela   | Lang    | Judith Wyder       | Swetlana Mironowa     | Catherine Taylor                              | 13,3 km, 360 Hm, 23 P.     |
| 7. Juni    | Kongsberg | Mittel  | Tove Alexandersson | Helena Jansson        | Minna Kauppi                                  | 4,58 km                    |
| 8. Juni    | Kongsberg | Lang    | Tove Alexandersson | Ida Bobach            | Mari Fasting                                  | 8,88 km                    |
| 11. Juni   | Imatra    | Sprint  | Judith Wyder       | Maja Alm              | Helena Jansson Julia Gross Tove Alexandersson | 3,1 km                     |
| 5. Juli    | Venedig   | Sprint  | Judith Wyder       | Tove Alexandersson    | Maja Møller Alm                               | 4,05 km, 18 Posten         |
| 9. Juli    | Trentino  | Lang    | Swetlana Mironowa  | Tove Alexandersson    | Judith Wyder                                  | 11,0 km, 495 Hm, 23 Posten |
| 11. Juli   | Trentino  | Mittel  | Annika Billstam    | Ida Bobach            | Tove Alexandersson                            | 4,96 km, 230 Hm, 16 Posten |
| 4. Oktober | Liestal   | Mittel  | Ida Bobach         | Judith Wyder          | Emma Klingenberg                              | 5,8 km, 160 Hm, 21 Posten  |
| 5. Oktober | Liestal   | Sprint  | Tove Alexandersson | Maja Alm              | Judith Wyder                                  | 3,5 km, 45 Hm, 18 Posten   |

## Inoffizieller Sprintstaffelweltcup
| Datum      | Ort      | 1. Platz                                                                  | 2. Platz                                                             | 3. Platz                                                                       | Anmerkungen        |
| ---------- | -------- | ------------------------------------------------------------------------- | -------------------------------------------------------------------- | ------------------------------------------------------------------------------ | ------------------ |
| 2. März    | Antalya  | Schweden Tove Alexandersson Jerker Lysell Jonas Leandersson Lena Eliasson | Dänemark Emma Klingenberg Søren Bobach Rasmus Thrane Hansen Maja Alm | Schweden Karolin Ohlsson William Lind Gustav Bergman Lina Strand               |                    |
| 12. Juni   | Imatra   | Dänemark Emma Klingenberg Tue Lassen Søren Bobach Maja Alm                | Schweden Alva Olsson William Lind Gustav Bergman Tove Alexandersson  | Schweden Annika Billstam Jerker Lysell Jonas Leandersson Lena Eliasson         | 3,4/3,8/3,8/3,4 km |
| 7. Juli    | Trentino | Schweiz Rahel Friedrich Martin Hubmann Matthias Kyburz Judith Wyder       | Dänemark Emma Klingenberg Tue Lassen Søren Bobach Maja Møller Alm    | Russland Anastassija Tichonowa Gleb Tichonow Andrei Chramow Galina Winogradowa |                    |
| 3. Oktober | Liestal  | Schweiz Rahel Friedrich Martin Hubmann Matthias Kyburz Judith Wyder       | Schweden Alva Olsson Gustav Bergman Jonas Leandersson Lena Eliasson  | Schweiz Elena Roos Fabian Hertner Florian Howald Sarina Jenzer                 |                    |

## Gesamtwertung

### Einzel
| Herren | Herren | Herren            | Herren |
| Platz  | Land   | Athlet            | Punkte |
| ------ | ------ | ----------------- | ------ |
| 1      | SUI    | Daniel Hubmann    | 1058   |
| 2      | SUI    | Fabian Hertner    | 519    |
| 3      | SUI    | Matthias Kyburz   | 513    |
| 4      | NOR    | Olav Lundanes     | 494    |
| 5      | UKR    | Oleksandr Kratow  | 437    |
| 6      | SWE    | Jonas Leandersson | 365    |
| 7      | SWE    | Gustav Bergman    | 347    |
| 8      | SWE    | Jerker Lysell     | 336    |
| 9      | DEN    | Søren Bobach      | 291    |
| 10     | NOR    | Magne Dæhli       | 243    |

| Damen | Damen | Damen              | Damen  |
| Platz | Land  | Athletin           | Punkte |
| ----- | ----- | ------------------ | ------ |
| 1     | SWE   | Tove Alexandersson | 1026   |
| 2     | SUI   | Judith Wyder       | 720    |
| 3     | DEN   | Maja Alm           | 506    |
| 4     | SWE   | Lena Eliasson      | 491    |
| 5     | DEN   | Ida Bobach         | 449    |
| 6     | SWE   | Helena Jansson     | 392    |
| 7     | UKR   | Nadija Wolynska    | 378    |
| 8     | SUI   | Julia Gross        | 368    |
| 9     | RUS   | Swetlana Mironowa  | 308    |
| 9     | SUI   | Sara Lüscher       | 308    |

### Sprintstaffel
| Platz | Land       | Punkte |
| ----- | ---------- | ------ |
| 1     | Dänemark   | 320    |
| 2     | Schweiz    | 310    |
| 3     | Schweden   | 310    |
| 4     | Russland   | 182    |
| 5     | Finnland   | 175    |
| 6     | Frankreich | 154    |

### Runde 1
- World Cup 2014 Round 1 IOF
- Veranstaltungswebsite

### Runde 2
- World Cup 2014 Round 2 IOF
- Veranstaltungswebsite des Weltcups in Spanien
- Veranstaltungswebsite der Europameisterschaften

### Runde 3
- World Cup 2014 Round 3 IOF
- Veranstaltungswebsite des Weltcups in Norwegen
- Veranstaltungswebsite des Weltcups in Finnland

### Runde 4
- World Cup 2014 Round 4 IOF
- Veranstaltungswebsite der Weltmeisterschaften

### Runde 5
- World Cup 2014 Round 5 IOF
- Veranstaltungswebsite